# Vittorio Bersezio
Vittorio Bersezio (22. března 1828 Peveragno – 30. ledna 1900 Turín) byl italský právník, novinář, poslanec, spisovatel, dramatik a překladatel.

## Životopis
Narodil se v rodině soudce Carla Bersezia a Teresy rozené Zucconi. Měl sestru Ferdinandu Migllietti.
Od roku 1845 studoval práva v Turíně, kde se plně zapojil do liberálního hnutí, které charakterizovalo poslední léta vlády Karla Alberta, a v roce 1848 získal doktorát. Zúčastnil se bojů proti Rakousku v letech 1848–1849 a poté na otcovo přání vstoupil do advokacie, brzy se však věnoval výhradně psaní.
Debutoval ve čtrnácti letech prvním divadelním dílem Le male lingua, které později vyšlo pod názvem Una bolla di sapone. Jeho skutečný divadelní debut se odehrál v sezóně 1852–1853 s dramaty Pietro Micca a Romolove, ve kterých byly vlastenecké ideály přizpůsobeny pravidlům dramatického umění. Nejdřív byla jeho tvorba pod vlivem Dumase, Huga, Balzaca a Sua. Poté byla protnuta humornou a satirickou žílou. V roce 1854 převzal směr Fischietta, jednoho z nejdůležitějších satirických periodik v Itálii, a získal širokou proslulost.
Berseziovým uznávaným mistrovským dílem byla maloměšťácká komedie Le miserie 'd Monsù Travet (uvedená v Turíně v Teatro Alfieri dne 4. dubna 1863 společností Giovanni Toselli), kterou v té době ocenil Manzoni, zatímco jméno jeho protagonisty Traveta bylo přijato ve slovníku Policarpa Petrocchi jako synonymum pro „malého byrokrata“, „úředníka“, a bylo stále široce používáno až do 70. let 20. století.
Pozoruhodná byla i novinářská činnost Bersezia, zakladatele a prvního ředitele Gazzetta Piemontese (1867), k němuž přidal týdeník Gazzetta letteraria. Jako mluvčí piemontské maloburžoazie, podrážděný mimo jiné přesunem hlavního města z Turína do Florencie, se aktivně účastnil kampaně vedené jeho novinami proti pravici a byl zvolen poslancem Cunea za ústavní levici v zákonodárném sboru IX a X (1865–1870).
Po roce 1878 spolu s dozráváním jeho literárního zájmu o prostředí chudších vrstev, prostředí, které mu poskytlo inspiraci pro „sociální romány“ inspirované naturalismem Émila Zoly, rostla jeho citlivost pro sociální problémy a třídní kontrasty způsobené procesem industrializace, který se projevoval v Turíně. Jeho přesvědčení bylo v každém případě „liberální“ v tom smyslu, že podle jeho názoru jedině spořádaný kapitalistický a průmyslový rozvoj přinese také konkrétní výhody „podřízeným třídám“ tím, že položí základy pro „postupné a řádné sociální vykoupení“.
Zemřel v Turíně 30. ledna 1900 ve svém domě ve via Belfiore. Byl pohřben v rodinné hrobce na hřbitově Moncalieri.
Večer 23. března 1900 se v divadle Alfieri konala velká vzpomínková akce, které se zúčastnili vynikající umělci jako Claudio Leigheb, Gemma Cuniberti, Alfonso Ferrero, Enrico Gemelli, Francesco Ferrero, Lina Castadoni a Giuseppina Gemelli.
Magistrát Turína po něm pojmenoval ulici v milánské čtvrti Barriera.

## Dílo

### Spisy
- Alessandro Manzoni. Studio biografico e critico, Turín, Libr. Boeuf, 1873, 118 p.
- Amor di patria. Novelle, Torino, Tip. Giuseppe Cassone, 1856, 382 p.
- Aristocrazia. Il segreto di Matteo Arpione, Milán, Treviso, 1881, 399 p. [altra ed. 1895, 288 p.]
- Aristocrazia. La vendetta di Zoe, Milán, Treves, 1881, 579 p. 2 v. [2ª ed. Treves, 1895, 2 v.]
- Biografia di Vittorio Emanuele II Re d'Italia, continuata sino alla sua morte, Torino, Unione Tip. Editrice, 1878, 139 p, tav. [3 ed. Torino, 1888, 76 p., ill.]
- Cavalieri armi ed amori. Romanzo. Racconto del secolo XVII, Milán, Tip. Ed. lombarda, 1874, 636 p., 2 v.
- Commemorazione del Maggiore Pietro Toselli, fatta in Peveragno in occasione dello scoprimento del monumento il 15 luglio 1899, Cuneo, Tip. Aime e C., 1899, 27 p.
- Commemorazione di Felice Govean fatta da V. B. il 10 ottobre e cenni sopra la costituzione del Comitato per il monumento, Torino, Tip. Succ. Baglione, 1899, 54 p.
- Commemorazione di S. E. il conte D. Giuseppe Stara, Turín, Roux e Falvale, 1877, 23 p.
- Corruttela. Romanzo, Milano, Tipografia Ed. lombarda, 1877, 404 p.
- Dea della vendetta. Romanzo, Řím, E. Perino, 1885, 224 p.
- Desiderato Chiaves. Solenne commemorazione letta la sera di lunedì 15 giugno, Turín, Tip. G. Candeletti, 1896, 25 p.
- Domenico Santorno. Romanzo. Episodio della rivoluzione di Milano (1848), Milán, Sonzogno, 1884, 190 p. [2 ed. 1888]
- Fiammella spenta, Turín, Roux e C., 1889, 222 p.
- Fortuna disgraziata!, Milán, Sonzogno, 1873 (altre ed. Sonzogno 1878, 1887), 320 p.
- Gina e Cecilia. Romanzo, Milán, F. Sanvito, 1859, 131 p., ill.
- Giuseppe Borio, Mondovì, Tip. F.lli Blengini, 1890, 31 p.
- Gli angeli della terra. Romanzo, Milano, Sonzogno, 1864, 530 p. [altre edizioni: 1878, Sonzogno, 328 p.; 1879, Tipografia sociale, 530 p.; trad. francese par Leon Dieu, Paříž, Hachette, 1881; Torino, Soc. Coop. Tipografica, 1888, 415 p.; Milano, Sonzogno 1890, 2 v.; Torino, Tip. Baravalle e Falconieri, 1890, 415 p., ill.]
- I miei tempi, pref. di Remo Formica, Turín, A. Formica ed., 1931, 318 p.
- I miracoli della beneficenza. Lettura fatta all'Istituto pei rachitici in Torino il 18 giugno 1889 nella ricorrenza del secondo anniversario della sua fondazione, Turín, Tip. Eredi Botta, 1889, 25 p.
- Il bacio della morta ed altri racconti, Řím, Perino, 1890, 64 p.
- Il beniamino della famiglia. Racconto, Milán, E. Treves, 1872, 143 p.
- Il cane del cieco. Racconto, Florencie, G. Barbera, 1887, 68 p.
- Il debito paterno, con annessi Tre racconti: Il cane del cieco, Un genio sconosciuto, Galatea, Milán-Florencie, Treves-Barbera, 1880, 598 p.]
- Il debito paterno, Milán, Treves, 1880, 280 p. [2. ed. nel 1881 e 1882; nel 1883 con annesso Federica racconto di Amedeo Achard, 320 p.
- Il novelliere contemporaneo, Turín, Tip. Giuseppe Cassone, 1855, XXXI-304 p. [ed. francesi trad. di A. Roux, Paris, Hachette, 1859, 1869 e 1872]
- Il piacere della vendetta. Romanzo, Milán, Treves, 1867, [2ª ed. con 11 vignette di G. Gorra], 119 p. 2ª ed. 1874 [3 edizione ridotta Il piacere della vendetta. Racconto, con 11 vignette di V. Bignami, Turín, 1868, 60 p.; 5.a ed. ampliata, 1886, 346 p.]
- Il regno di Vittorio Emanuele II. Trent'anni di vita italiana, Turín, Casanova poi Roux e Favale, 1878–1895, 8 v., 4100 p.
- Il segreto d'Adolfo. Romanzo, Milán, Tip. Ed.lombarda, 1875
- Il segreto d'Adolfo. Romanzo, Turín, Tip. Letteraria, 1861, 260 p. [2ª ed. accr. Milano, Ed. Lombarda, 1875, 293 p.]
- introduzione a In memoria di G. B. Bottero nel giorno anniversario della sua morte: 16 novembre 1898, Turín, Tip. della Gazzetta del popolo, 1898, VII-434 p.
- La carità del prossimo. Romanzo, Milán, E. Treves, 1868, 246 p. [2ª ed. 1873 e 1875; altra 1887, 315 p.]
- La corruttela, Roman, Mailand 1877; deutsch Korruption, 2 Bde., Vídeň 1877
- La famiglia. Novelle, Turín, Tip. Giuseppe Cassone, 1856, 368 p.
- La mano di neve. Fantasia di Torino, G. Favale e C., 1860, 313 p. [rist. 1861]
- La parola della morta, Řím, Enrico Voghera, 1897, 163 p. [incisioni “perlopiù belle donne, una ignuda” di E. Ballarini disegnate da A. Terzi]
- La plebe. Romanzo sociale, Turín, Favale e C., 1867–1869, 4 v.
- La prosperità del signor Travetti, Milán, Sanvito, 1871, 136 p.
- La testa della vipera. Romanzo, Milán, Soc. Ed. Sonzogno, 1896, 184 p.
- Le novelle di Travet. Antologia di racconti, a cura di Vincenzo Jacomuzzi, Turín, Centro Studi Piemontesi, 2001.
- Les anges de la terre, trad. par Leon Dieu, Paříž, Hachette et C.ie, 1881, 343 p.
- L’amor di patria, Romanzo, Turín 1856
- L'Esposizione nazionale a Torino, Řím, Tip. Della Tribuna, 14 p.
- L'odio, Romanzo, Turín, G. Favale, 1860, 2 v., 302/349 p. [rist. nel 1863]
- L'onore paterno. Romanzo, Verona, G. Annichini, 1890, 253 p. [rist. nel 1891]
- Luigi Carlo Farini, Torino, Unione Tip. Editrice, 1860, 116 p. [nuova ed. accresciuta 1861 e altra Napoli, Tip. San Sebastiano, 1861]
- L'ultimo dei Caldiero. Il primo amore di Rosa. Romanzo. Scene della vita sociale contemporanea, Řím, Perino, 1887, 203 p.
- Mentore e Calipso. Romanzo, Turín, Favale e C., 1872, 344 p. [rist. nel 1873, 1878]
- Mina, o virtù ed amore, Turín, Tipografia letteraria, 1858, 360 p.
- Nouvelles piémontaises, traduites par A. Roux, Paris, Hachette, 1859, 264 [altre edizioni Paris, Hachette, 1869 e 1872]
- Palmina. Romanzo, Milán, Tip. Ed. lombarda, 1876, 395 p.
- Potessi farlo rivivere!, Řím, E. Perino, 1892, 128 p.
- Povera Giovanna! Romanzo. Scene del villaggio, Milán, Treves, 1869, 318 p. [3ª ed. nel 1876; 4.a nel 1880; 5.a nel 1886 sempre a Milano, Treves]
- prefazione a Discorsi commemorativi di glorie italiane. Desiderato Chiaves, Torino, Roux Frassati e C., 1896
- prefazione a Primi albori. Componimenti di allieve della Scuola superiore femminile “Margherita di Savoia”, Turín, F. Casanova, 1895, 225 p.
- Profili parlamentari estratti dall'Espero: numero venti senatori, deputati e ministri, Torino Tip. Subalpina, 1853, 91 p.
- Racconti popolari, Catania, Niccolò Giannotta ed., 1898, VIII-196 p. [2ª ed.]
- Roma la capitale d'Italia, Milán, Treves, 1872, 448 p. [poi pubblicato a dispense da Treves tra 1886 e 1890; 2ª ed. accr. 1888, VI-619 p., 291 inc.]
- Tre racconti: Il cane, Un genio sconosciuto, Galatea, Florencie, Barbera 312 p.
- Una nuova Capitale all'Italia, Turín, Cotta e Calpini, 1861, 13 p.
- Viperina. Romanzo, Verona, G. Annichini, 1889, 222 p.
- Vittorio Bersezio e altri, Torino e l'esposizione del 1884, Turín, Roux e Favale, 1884
- Vittorio Emanuele II, 2ª ed. accr., Turín, Unione Tip. Editrice, 1861, 104 p. [altra edizione nel 1864]
- Vittorio Emanuele II, Neapol, Ateneo, 1860, 80 p. [2ª ed. accr. Nel 1862]
- Vittorio Emanuele II, Turín, Unione Tip. Editrice, 1861 104 p. [2ª ed. accr. Nel 1861; 3ª nel 1864]

### Divadelní hry
- Da galeotto a marinajo. Commedia in tre atti, Milán, Sanvito, 1874, 105 p. [ristampa 1876]
- Fra due contendenti. Commedia in tre atti, Milano, Sanvito, 1873, 72 p.
- Fratellanza artigiana. Commedia popolare in cinque atti, Milano, Libreria Editrice, 1876, 159 p.
- I mettimale. Commedia in tre atti, Milano, Libreria Editrice, 1876, 107 p.
- I violenti. Commedia in tre atti, Milano, Libreria Editrice, 1876, 87 p.
- Il perdono. Dramma in quattro atti, Milano, Libreria Editrice, 1877, 87 p.
- Le male lingua, 1842
- Le miserie d' Monssù Travet. Comedia an 5at, Turín, 1863, Tipografia della Gazzetta del Popolo, 1900, 100 p.
- Le miserie del signor Travetti: commedia in cinque atti, Milano, F. Sanvito, 1871 [rist. nel 1876]
- Le miserie del signor Travetti. Commedia in cinque atti, Milano, Libreria Editrice, 1876
- Pietro Micca. Dramma, Torino 1852
- Romolove. Dramma, Torino 1853
- Un pugno incognito. Commedia in tre atti, Milano, Istituto editoriale italiano, Milano, Sanvito, 1872, 68 p. [rist. nel 1876]
- Una bolla di sapone. Commedia in tre atti, Milano, Sanvito, 1870, 94 p. [2ª ed. 1873, 3ª 1877; edizione tedesca Lipsko, F.A. Brockhaus, 1889]
- Uno zio milionario. Commedia in quattro atti, Milano, Libreria Editrice, 1876, 86 p.

### Překlady
- Alexandrie Dumas fils, Il signor ministro. Commedia in cinque atti, Milán, Libreria Editrice, 1884, 95 p.
- Alphonse Daudet, Il nabab. Commedia in cinque atti, Milano, Treves, 1891, 127 p.
- André Theuriet, Elena. Romanzo, Milano, Treves, 1887, 307 p.
- Edmond Gondinet, Un viaggio di piacere. Commedia in tre atti, Milano, Libreria Editrice, 1882, 94 p.
- Édouard Pailleron, Il mondo della noia. Commedia in tre atti, Milano, Libreria editrice, 1882, 96 p.
- Edouard Pailleron, Il mondo della noia. Commedia in tre atti, Milano, Treves, 1897
- Emile Erckmann, I Rantzau. Commedia in quattro atti, Milano, Treves, 1899, 76 p.
- Emile Zola, Nana. Dramma in cinque atti e un epilogo, Milano, Libreria Editrice, 1882, 120 p.
- Emile Zola, Renata. Dramma in cinque atti, Milano, Treves, 1892, 81 p.
- Georges Ohnet, Il padrone delle ferriere. Dramma in quattro atti, traduzione di Vittorio Bersezio, Milano, Treves, 1899, 87 p.
- Georges Ohnet, La contessa Sara. Dramma in cinque atti, Milano, Treves, 1892, 107 p.
- Georges Ohnet, La Gran marniera. Dramma in cinque atti, Milano, Treves, 1892, 94 p.
- Georges Ohnet, Teatro, Milano, Treves, 1889
- Hippolyte Raymond e Maxime Boucheron, Cocard e Bicoquet. Scherzo comico in tre atti, Milano, Treves, 1891, 89 p.
- Victorien Sardou, Andreina. Commedia in quattro atti e sei quadri, Milano, Treves, 1892
- Victorien Sardou, Daniele Rochat. Commedia in cinque atti, Turín, Roux e Favale, 1880, 111 p.
- Victorien Sardou, Facciamo divorzio. Commedia in tre atti, Torino, Tip. A. Baglione, 1881, 84 p.
- Victorien Sardou, Fedora. Dramma in quattro atti, Milano, Treves, 1892, 131 p.
- Victorien Sardou, Ferreol. Commedia in quattro atti, Milano, Libreria Editrice, 1879
- Victorien Sardou, Giorgina. Commedia in quattro atti, Milano, Treves, 1891, 119 p.
- Victorien Sardou, I borghesi di Pontarcy, Commedia in cinque atti, Milano, Treves, 1899
- Victorien Sardou, I borghesi di Pontarcy. Commedia in cinque atti, Milano, Libreria Editrice, 1879, 132 p.
- Victorien Sardou, I fossili. Commedia in quattro atti, Milano, Libreria Editrice, 1877, 111 p.
- Victorien Sardou, La farfallite. Commedia in tre atti in prosa, Milano, Libreria Editrice, 1878, 64 p.
- Victorien Sardou, Lo zio Sam ossia il culto dell'interesse. Commedia in tre atti in prosa, Milano, Libreria Editrice, 1876, 83 p.
- Victorien Sardou, Odetta. Commedia in quattro atti, Milano, Libreria Editrice, 1885, 106 p.

### V češtině
- Slepcův pes: povídka – přeložil Josef Flekáček (1862–1906). Praha: I. L. Kober, 1880[1]
- Vzdušné bublinky: veselohra ve třech jednáních – př. František Pover (1862–1943). Praha: M. Knapp, 1885[2]
- Novella – úvod František Sekanina; ze sbírky Cent novelles nouvelles př. Jaroslav Pasovský; in: 1000 nejkrásnějších novel... č. 50. Praha: J. R. Vilímek, 1913